# Kredit (školství)
Kredit, přesněji kreditní bod, je jednotka náročnosti, kterou se měří a oceňuje objem práce, který musí vysokoškolský student průměrně vynaložit na úspěšné zvládnutí kurzu, modulu nebo jiné části studia.

## Kreditní systém studia
Na rozdíl od vysokoškolského studia, které přesně předepisovalo, které kurzy (přednášky, semináře, cvičení atd.) musí student během studia absolvovat, dává jim kreditový systém daleko větší volnost. Přitom ale nespoléhá úplně jen na vlastní píli studenta a zhruba měří objem jeho práce. Kromě toho se při rostoucí složitosti a specializaci vědních oborů nedá celý obor rozumně pokrýt ve stejné hloubce a studenti se musí více nebo méně specializovat už během studia. Na větších univerzitách si studenti mohou také volit z několika podobných kurzů podle toho, jaké podání a zaměření jim lépe vyhovuje.
Moderní vysokoškolské studium se obvykle skládá z několika povinných kurzů, resp. předmětů (někdy též tzv. Áčkové předměty), a velkého množství povinně volitelných kurzů (někdy též tzv. Béčkové předměty) a také volitelných kurzů (někdy též tzv. Céčkové předměty), přičemž povinný objem práce, kterou musí student vynaložit, se měří právě kredity.

## ECTS
Studentská mobilita pomáhá přenášet nové poznatky, myšlenky a přístupy a je tak z hlediska kvality studia i širšího rozhledu studentů žádoucí. V evropských zemích byla také od středověku až do poloviny 20. století běžná a v současnosti je pro prestižní univerzity nezbytná. Aby i v současných podmínkách mohl student část studia absolvovat na jiné univerzitě, bylo třeba zavést srovnatelné měření a hodnocení studentova výkonu.
Cílem systému je usnadnit uznávání studijních období mimo „mateřskou“ instituci (domácí instituci) mobilním studentům prostřednictvím přenosu kreditů. U zahraničních studentů si hostitelská univerzita musí vybrat, zda udělí nejnižší, průměrnou nebo nejvyšší možnou ekvivalentní známku.
Boloňská deklarace z roku 1999, k níž se (k 31. 12. 2012) připojilo 47 evropských i mimoevropských zemí, doporučila - vedle děleného studia - mezinárodně srovnatelný kreditní systém ECTS (z anglického European Credit Transfer and Accumulation System), který stanovuje, že požadovaný objem práce studenta za rok (asi 1500 až 1800 hodin) má odpovídat zhruba 60 kreditním bodům, takže jeden kreditní bod představuje studijní zátěž zhruba 25-30 hodin. Studijní zátěž přitom zahrnuje jak hodiny strávené v posluchárně nebo v laboratoři, tak vlastní studium v knihovně nebo doma. Student, který kurz úspěšně absolvoval, získává příslušný počet kreditních bodů bez ohledu na to, jakou dostal známku.
Konkrétní přiřazení kreditů kurzům, modulům a jiným částem studia je v pravomoci vysoké školy a zavedení ECTS je na vůli jednotlivých signatářských zemí. Evropská unie ani většina zemí včetně ČR ECTS nenařizuje, ale dobré vysoké školy samy se jej snaží zavádět a získávat tak osvědčení "ECTS label" právě kvůli podpoře mobility.
Roku 2010 se účastnické státy dohodly na vytváření "Evropského vysokoškolského prostoru" (European Higher Education Area, EHEA).

### Klasifikace
ECTS měří pracovní zátěž, neklasifikuje ale její výsledky. Do roku 2009 klasifikační systém ECTS doporučoval klasifikovat výsledky studentů v sedmi stupních, které se podobají nejběžnějšímu známkování v USA a definují se jednak slovně, jednak tím, kolik procent studentů má být zhruba v jednotlivých stupních.
| Stupeň | % studentů | Definice                                        |
| ------ | ---------- | ----------------------------------------------- |
| A      | 10 %       | Vynikající, jen s drobnými chybami              |
| B      | 25 %       | Nadprůměrný, s jistými chybami                  |
| C      | 30 %       | Celkem dobrý, s řadou vážných chyb              |
| D      | 25 %       | Slušný s významnými nedostatky                  |
| E      | 10 %       | Splňuje minimální kritéria                      |
| FX     |            | Neprospěl, kredit lze udělit jen po další práci |
| F      |            | Neprospěl, hodně další práce bude třeba         |

V roce 2009 došlo ke změně v pohledu klasifikaci v systému ECTS. Příručka ECTS uvádí, že je nutné zohlednit velmi odlišné kulturní i akademické tradice v jednotlivých evropských zemích a současně zajistit, aby bylo možné známky získané v různých akademických institucích vzájemně a transparentně porovnat. Proto každá instituce zapojená do systému ECTS používá svůj lokální klasifikační systém a jako doplňující informaci k němu poskytuje tabulku, která informuje o statistickém rozdělení jednotlivých klasifikačních stupňů. Takovou tabulku rovněž obsahuje Dodatek k diplomu (Diploma Supplement)
V Česku se tímto způsobem zpravidla hodnotí na vysokých školách zkoušky. Zápočty se pak mohou hodnotit jako Splnil, či Nesplnil.